# Varsányi Irén
Varsányi Irén (született Wollner Malvin) (Győr, 1877. augusztus 11. – Budapest, Terézváros, 1932. október 17.) magyar színésznő.

## Élete
Polgári iskolai tanulmányok után 1894-ben a Országos Magyar Királyi Színművészeti Akadémiára iratkozott be, ahol első nyilvános vizsgaszerepe a Dandin György szobaleánya volt. 1896. május havában tanulmányait félbehagyva Ditrói Mór az újonnan megnyílt Vígszínházhoz szerződtette, amelynek haláláig tagja maradt. A megnyitó előadásban, a Barangókban Ibolyka szerepét játszotta.
Kezdetben francia vígjátékok és bohózatok főszerepeit alakította. Színészi játéka az 1920-as évekre forrott ki, különösen Csehov nőalakjainak megformálásban. Hegedűs Gyula játéka mellett Varsányi Iréné határozta meg a Vígszínház akkori arculatát. Több némafilmben is szerepelt. 1926 májusában vígszínházi tagságának harmincéves jubileuma alkalmából művészi sikerekben gazdag munkásságáért legfelsőbb kormányzói elismerésben részesült.
A Schöpflin-féle Magyar színművészeti lexikon a következőképpen jellemzi Varsányi Irént: "A színpadon a legegyszerűbb eszközökkel, mindig a legközvetlenebb emberi vonásokkal a legeszményibb színészi alakítást nyújtja, a színpadról lelépve eltűnik a polgári életben, megszűnik színésznő lenni és láthatatlanná válik a szinházi reklámhoz szokott kíváncsi közönségszemek részére. Ez a szerénység, pontosság, lelkiismeretesség jellemzi szinházi működését is. Színészi skálájának terjedelme úgyszólván felmérhetetlen. [...] Nagy tehetségének rendelkezésére állanak a színjátszás összes külső kellékei is, mégis talán külön fejezetet érdemel az organuma. Csodás hangszer ez, talán nem is hangszálak fizikai eszközei modulálják, hanem a szív és lélek muzsikája. A bánatos melankóliától a dévaj pajzánságig mindent kifejez ez az orgánum és egyenesen a lélekhez tud szólani. Hogy a magyar színészet világszerte elismert érték lett, ehhez nem kis mértékben hozzájárult V. I. művészete és kivételes tehetsége is."

## Családja, származása
Wollner Antal és Tehel Karolina leánya. Varsányi Irén 1904. március 7-én ment férjhez Szécsi Illés (született: Schönberg Illés) zsidó földbirtokos, gyároshoz (Budapest, 1866. június 25. – Budapest, 1939.). Házassági bejegyzése szerint Varsányi Irén és férje 1906-ban tért át a római katolikus vallásra. Férje testvére volt Szécsi Ferenc újságíró, ügyvéd, a Vígszínház dramaturg-igazgatója.
Gyermekei:
- Pál György (Budapest, 1904. október 15. – ) felesége: Heinrich Mária (Borostyánkő, 1902. június 18. – ). Házasságkötése: Budapest, 1931. március 1.[7]
- Terézia Irén (Budapest, 1907. szeptember 28.[8] - Budapest, 1971. május 20.)[9] férje: Budapest, 1931. szeptember 8.[10] nemes szentgróthi Borsos József Zoltán, építőmérnök (Sátoraljaújhely, 1901. január 6. - ) szülei: nemes szentgróthi Borsos József Kálmán (Makkoshotyka, 1875. november 13. – ) a Szolnoki Királyi Ügyészség elnöke és nemes Sarkadi Nagy Ilona (Sárospatak, 1882, február 13. – )

| Varsányi Irén (Győr, 1877. augusztus 11.– Budapest, 1932. október 17.) színésznő eredetileg izr., férjével 1906-ban a róm. kat. hitre tért át | Apja: Wollner Antal (Inota, 1852 –)                                              | Apai nagyapja: Wolner Jakab                                                          | Apai nagyapai dédapja:                                                                             |
| Varsányi Irén (Győr, 1877. augusztus 11.– Budapest, 1932. október 17.) színésznő eredetileg izr., férjével 1906-ban a róm. kat. hitre tért át | Apja: Wollner Antal (Inota, 1852 –)                                              | Apai nagyapja: Wolner Jakab                                                          | Apai nagyapai dédanyja:                                                                            |
| Varsányi Irén (Győr, 1877. augusztus 11.– Budapest, 1932. október 17.) színésznő eredetileg izr., férjével 1906-ban a róm. kat. hitre tért át | Apja: Wollner Antal (Inota, 1852 –)                                              | Apai nagyanyja:                                                                      | Apai nagyanyai dédapja:                                                                            |
| Varsányi Irén (Győr, 1877. augusztus 11.– Budapest, 1932. október 17.) színésznő eredetileg izr., férjével 1906-ban a róm. kat. hitre tért át | Apja: Wollner Antal (Inota, 1852 –)                                              | Apai nagyanyja:                                                                      | Apai nagyanyai dédanyja:                                                                           |
| Varsányi Irén (Győr, 1877. augusztus 11.– Budapest, 1932. október 17.) színésznő eredetileg izr., férjével 1906-ban a róm. kat. hitre tért át | Anyja: Tehel Karolina (Kiskeszi, 1860 körül – Budapest, 1941. november 03.) izr. | Anyai nagyapja: Tehel Simon (1831 körül – Budapest, 1909. november 22.) izr. magánzó | Anyai nagyapai dédapja: Tehel Lázár (Csetény, 1804 körül – Székesfehérvár, 1892. december 24.)     |
| Varsányi Irén (Győr, 1877. augusztus 11.– Budapest, 1932. október 17.) színésznő eredetileg izr., férjével 1906-ban a róm. kat. hitre tért át | Anyja: Tehel Karolina (Kiskeszi, 1860 körül – Budapest, 1941. november 03.) izr. | Anyai nagyapja: Tehel Simon (1831 körül – Budapest, 1909. november 22.) izr. magánzó | Anyai nagyapai dédanyja: Singer Magdolna (Komárom, 1802 körül – Székesfehérvár, 1889. október 26.) |
| Varsányi Irén (Győr, 1877. augusztus 11.– Budapest, 1932. október 17.) színésznő eredetileg izr., férjével 1906-ban a róm. kat. hitre tért át | Anyja: Tehel Karolina (Kiskeszi, 1860 körül – Budapest, 1941. november 03.) izr. | Anyai nagyanyja: Grünwald Netti                                                      | Anyai nagyanyai dédapja:                                                                           |
| Varsányi Irén (Győr, 1877. augusztus 11.– Budapest, 1932. október 17.) színésznő eredetileg izr., férjével 1906-ban a róm. kat. hitre tért át | Anyja: Tehel Karolina (Kiskeszi, 1860 körül – Budapest, 1941. november 03.) izr. | Anyai nagyanyja: Grünwald Netti                                                      | Anyai nagyanyai dédanyja:                                                                          |

## Emlékezete
A Vígszínház igazgatósága 1971-ben alapította a Varsányi Irén- és Hegedűs Gyula-emlékgyűrűt. A két díjat felváltva adják át a színház egy-egy színésznőjének, illetve színészének a társulat titkos szavazása alapján.
Budapest II. kerületében utca viseli a nevét, amely a Széna tértől indul és a Kapás utcáig tart.
2001-ben, születésének 125. évfordulóján a Vígszínház társulata emléktáblát avatott egykori lakhelyén, a Szent István körút 11. szám alatt.

## Főbb szerepei
- Trilby (Potter: Trilby)
- Osztrigás Mici (Feydeau: Osztrigás Mici)
- Erzsébet (Bródy Sándor: A dada)
- Déryné (Herczeg Ferenc: Déryné ifjasszony)
- Jolán (Molnár Ferenc: Az ördög)
- Juli (Molnár Ferenc: Liliom)
- Kerner Ilona (Lengyel Menyhért: Tájfun)
- Tóth Flóra (Bródy Sándor: A tanítónő)
- Tímár Liza (Bródy Sándor: Tímár Liza)
- A táncosnő (Lengyel Menyhért: A táncosnő)
- Cécile (Herczeg Ferenc: Kék róka)
- Szonja (Csehov: Ványa bácsi)
- Olga (Csehov: Három nővér)
- Mirandolina (Goldoni: A fogadósné)
- Adél (Molnár Ferenc: Üvegcipő)
- Hamelliné (Géraldy: Ezüstlakodalom)
- Tabretné (Somerset Maugham: A szent láng)
- A tésasszony (Zilahy Lajos: A tésasszony)
- özv. Zimányiné (Bús-Fekete László: A méltoságos asszony trafikja)
- Ella (Ibsen: John Gabriel Borkmann)
- Candida (G.B. Shaw: Candida)
- Anna (Gerhart Hauptmann: A takácsok)
- Katalin (Shakespeare: A makrancos hölgy)
- Elisa (G.B. Shaw: Pygmalion)
- Colette (P.Veber - H. Gorsse: A Csitri.)
- Sumurûn (Freksa - Hollaender: Sumurûn)

## Filmszerepei

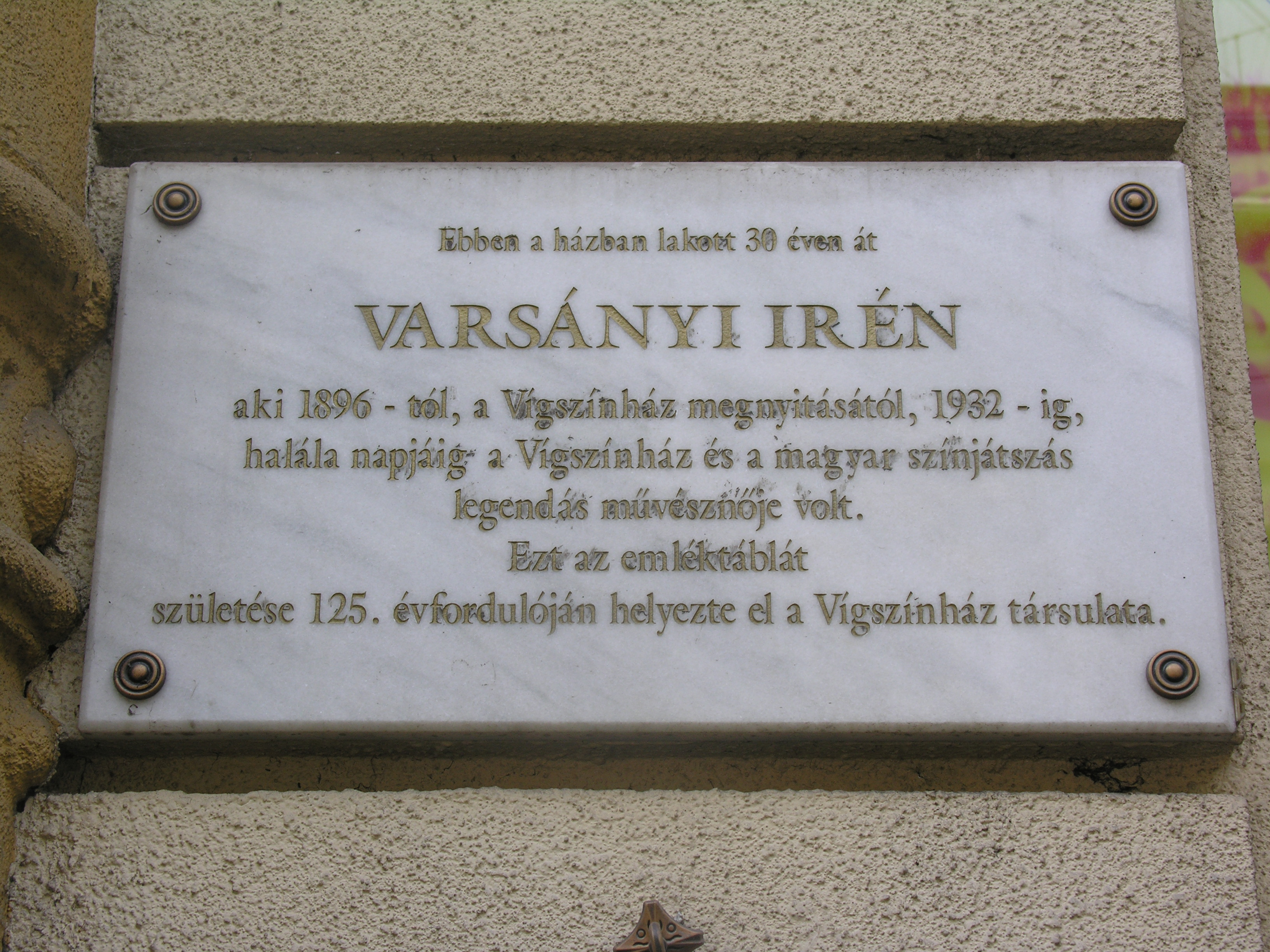
Emléktáblája egykori lakhelyén, a Szent István körút 11. szám alatt

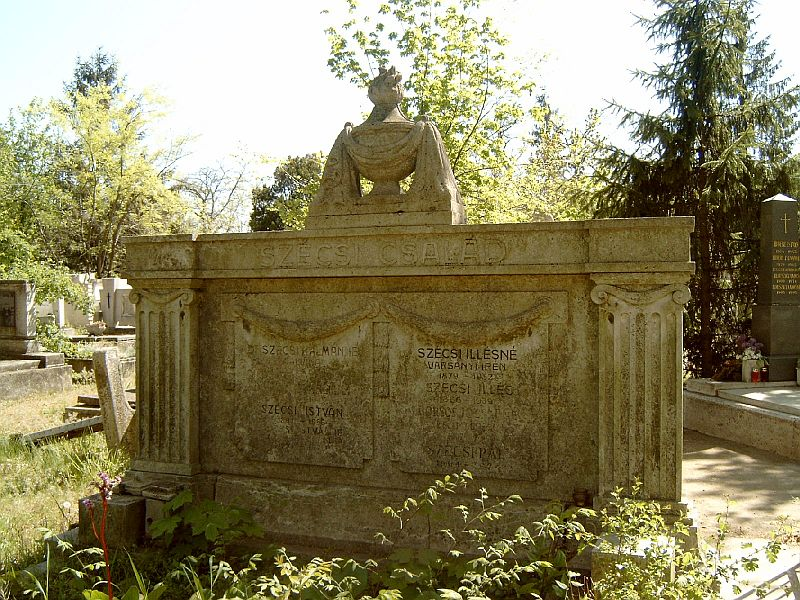
Varsányi Irén, Szécsi Illésné sírja a Szécsi család sírboltjában Budapesten. Új köztemető: 22/2-1-1.

- A táncz, 1901
- Cox és Box, 1915
- Anna Karenina, 1918
- Sappho, 1920
- A színésznő, 1920